# El ciento trece
El ciento trece, conosciuto anche con il titolo El 113, è un film del 1935 diretto da Raphael J. Sevilla e Ernesto Vilches; è l'adattamento cinematografico del melodramma El soldado de San Marcial di José María Pemán.

## Trama
Il sergente Juan, durante la guerra di indipendenza, viene accusato della morte di un conte; in realtà, lo aveva solo aiutato durante la sua agonia.